# Intolerance
(citazione di Walt Whitman, in una delle prime didascalie.)
Intolerance è un film muto del 1916 diretto da David Wark Griffith.
Il film fu la risposta di Griffith alle accuse di razzismo per Nascita di una nazione (The Birth of a Nation, 1915). Intolerance descrive come in quattro momenti cruciali per la storia dell'umanità, l'intolleranza abbia giocato un ruolo fondamentale nella rovina delle società.

## Trama
Il film abbraccia circa 2500 anni di storia da Babilonia (la sua caduta nel 539 a.C.) alla Giudea (la crocifissione di Gesù), dalla Francia (la strage degli ugonotti del 1572 nella notte di san Bartolomeo) agli USA (uno sciopero del 1914). La scelta degli episodi dovette probabilmente seguire i generi allora maggiormente praticati nel cinema: il film colossale per Babilonia (ispirato alle opere di Pastrone), il "film d'arte" francese (l'episodio rinascimentale), le Passioni, e il dramma a sfondo sociale (di Griffith stesso).
Tra una scena e l'altra compare spesso la scena di una madre che dondola una culla (Lillian Gish) illuminata da un raggio: è la culla del tempo e il suo dondolio è la continuità, da un verso di Walt Whitman. La scena compare ben 26 volte nel film (16 nell'edizione ridotta attualmente in circolazione) e fa da raccordo tra le varie storie. Tre vecchie sono sedute sullo sfondo, forse un'allusione alle tre Parche.
Le storie sono montate parallelamente e ciascuna ha i suoi protagonisti.

### Episodio moderno
L'episodio contemporaneo, intitolato poi La madre e la legge, è il principale per durata e rilievo. Dà inizio al film e ne segna anche la conclusione, che è l'unica positiva delle quattro storie, lanciando un messaggio di speranza verso il presente e, soprattutto, il futuro.

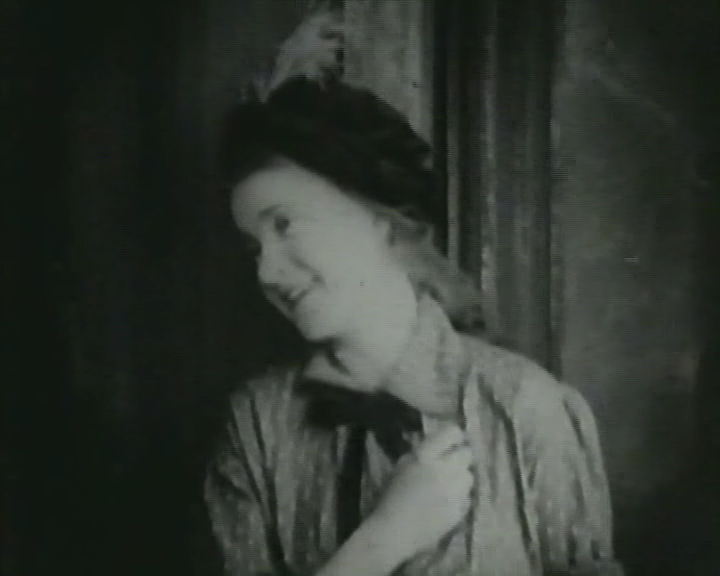
La ragazza ha ricevuto la promessa di matrimonio

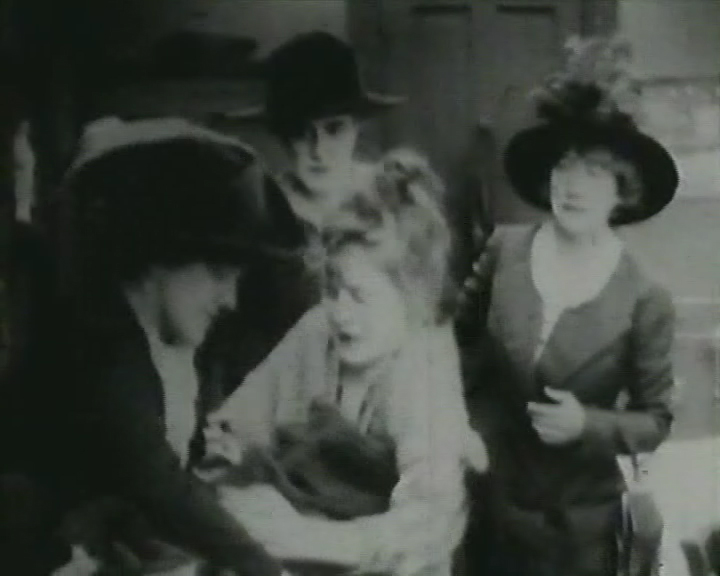
Il sequestro del bambino

La "Piccola Cara" o semplicemente "la Ragazza" (i personaggi non hanno nomi propri, per rendere le loro vicende più universali), Mae Marsh, è una ragazza che vive serenamente col padre operaio. Il comitato delle Ancelle dell'Elevazione Morale, composto da alcune donne intolleranti (che vengono confrontate nel corso del film coi Farisei del tempo di Gesù), riesce ad arruolare per la propria causa Miss Jenkins, l'anziana sorella nubile del proprietario delle industrie Jenkins, dove lavora il padre della Piccola Cara.
Oltre a far chiudere i locali da ballo degli operai, il Comitato chiede sempre più soldi a Miss Jenkins, che chiede a sua volta al fratello, il quale alla fine decide di far fronte a tutte queste spese riducendo il salario dei suoi operai del 10%, convinto che le iniziative del Comitato dopotutto avrebbero migliorato la loro morale e le loro condizioni di vita. Ne nasce un violento sciopero, che viene represso nel sangue e costringe molti operai, compresa la famiglia protagonista, a emigrare cercando lavoro altrove.
Nella nuova città la Piccola Cara conosce un altro ex-operaio, il Ragazzo, che dopo il licenziamento è finito nella malavita. Inizialmente il padre della ragazza si oppone alla nuova conoscenza, ma dopo la sua morte, la Ragazza e il Ragazzo si rivedono e decidono infine di sposarsi. Il Ragazzo sceglie allora di farla finita con la sua vita criminale e lo comunica al suo boss, il Principe dei Bassifondi, che però non vuole lasciarlo andare: ne nasce una colluttazione con lui, dove il giovanotto ha la meglio. Per vendetta allora i suoi ex-colleghi della malavita gli tendono una trappola, facendolo arrestare.

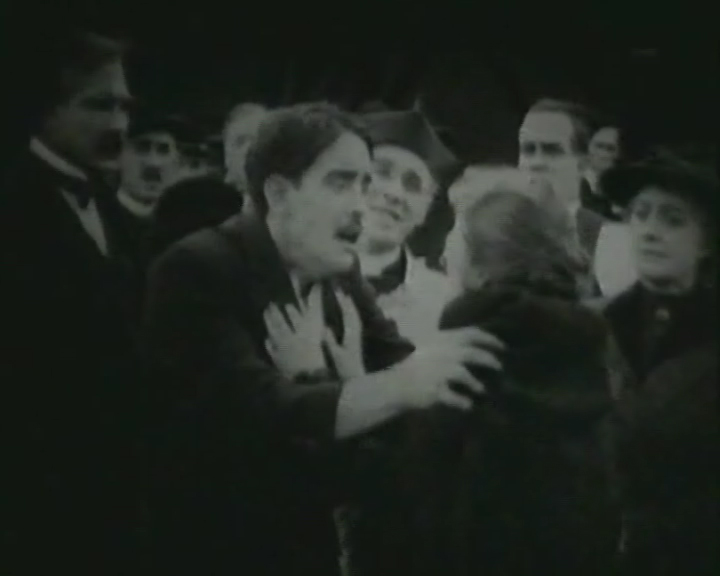
Il Ragazzo e la Ragazza si rincontrano

La ragazza, che nel frattempo ha avuto un figlio, rimane temporaneamente da sola e, quale moglie di un carcerato, riceve la visita del Comitato di Elevazione Morale, che, per cause del tutto accidentali, trovano il bambino incustodito e la madre con una bottiglia di whisky. Decisa l'inammissibilità del comportamento della madre, sequestrano il bambino, nonostante la strenua opposizione della donna. Rimasta senza marito e senza figlio vaga per la città finché non viene notata dal Principe dei Bassifondi, che, con l'intento di sedurla, cerca di concupirla promettendole di farle riavere il bambino.
Ma l'amante di lui (una donna pure corrotta in seguito allo sciopero) è folle di gelosia e decide di seguirlo. Il giorno in cui il giovanotto esce di prigione trova il Principe dei Bassifondi a casa sua e ne nasce una colluttazione: l'amante del Principe però sta spiando dalla finestra e presa da un raptus di gelosia gli spara contro, uccidendolo senza esser vista. Essa lancia la pistola nella stanza e per una coincidenza si tratta proprio dell'arma usata fino a pochi mesi prima dal giovane, che egli aveva restituito al Principe. All'arrivo dei poliziotti viene accusato dell'omicidio il giovane, che è di nuovo arrestato e di lì a poco processato e condannato a morte tramite impiccagione.
Inizia un nuovo calvario per la Piccola Cara che, aiutata dal Buon Poliziotto, cercherà di far salvare il marito implorando la grazia a varie personalità. La donna colpevole dell'omicidio nel frattempo è però tormentata dal rimorso e più volte spia la Piccola Cara, destando i sospetti del Buon Poliziotto, che alla fine riesce a bloccarla e a ottenere una confessione. La confessione però arriva proprio nel giorno in cui il giovanotto deve essere giustiziato, per cui inizia una corsa contro il tempo per trovare il governatore dello Stato, che è su un treno, e bloccare l'esecuzione tramite la sua autorità.
Dopo un rocambolesco inseguimento in macchina del treno (un tipico "finale alla Griffith", ancora più incalzante per il montaggio parallelo con le scene della caduta di Babilonia, della strage degli Ugonotti e della Crocifissione), il gruppo riesce ad arrivare dal governatore e a far confessare la donna rea davanti a lui, facendogli bloccare l'esecuzione proprio quando il condannato si trovava già sul patibolo. Alla fine, graziato contro ogni speranza, il Ragazzo ritrova la moglie e può iniziare una nuova vita, benedetto dal parroco la cui figura sorridente viene collocata nell'inquadratura tra i due.

### Episodio francese
L'episodio rinascimentale venne poi intitolato La notte di san Bartolomeo. Nel 1572 alla corte del re Carlo IX, con sua madre Caterina de' Medici e suo fratello duca di Angiò Monsieur La France (Enrico, ribattezzato con un po' di fantasia dagli sceneggiatori), si stanno per celebrare le nozze conciliatorie tra l'ugonotto Enrico di Navarra e la cattolica Margherita di Valois. Gli ugonotti sono venuti in massa a Parigi e un incidente fa aumentare le paure tra i cattolici, spronati da Caterina. Ricordando il massacro di cattolici a Nîmes (presentato con un flashback di scene molto violente, tra le quali quella della distruzione di una statua della Madonna col Bambino), Caterina e il Duca riescono a convincere Carlo IX a firmare l'ordine di sterminare brutalmente gli ugonotti, in quella che passò alla storia come la notte di san Bartolomeo.
Tra il popolo parigino c'è la famiglia di una dolce ragazza ugonotta, Occhi Castani, che sta per sposarsi con Prospero Latour. Adocchiata da un mercenario, verrà uccisa con tutta la sua famiglia, nonostante il tentativo di salvataggio estremo da parte del suo promesso marito, cattolico, che alla fine morirà con lei sulla soglia della casa assalita dai mercenari.

### Episodio ebraico
L'episodio religioso venne poi intitolato La passione di Cristo. Al tempo di Gesù vengono mostrati alcuni episodi legati alla presenza dei Farisei, alla punizione dell'adultera (chi è senza peccato scagli la prima pietra), alle nozze di Cana. Infine qua e là nella storia vengono mostrati alcuni semplici quadri della vita di Gesù da mettere in relazione con gli avvenimenti nelle altre storie: Gesù coi fanciulli oppure, sul drammatico finale, la Crocifissione.
L'episodio religioso è quello tratteggiato più a grandi linee, per l'universalità della storia e per la sua enorme portata simbolica, che non ha bisogno di storie di contorno.

### Episodio babilonese
L'episodio babilonese venne poi intitolato La caduta di Babilonia. A Babilonia, nel 539 a.C., viene introdotto il culto della dea dell'amore Ishtar e il principe Belshazzar si prepara a respingere l'attacco dei Persiani di Ciro il Grande. Nel frattempo una ragazza povera, la Ragazza di Montagna, viene corteggiata da un guerriero-cantore, il Rapsode, e poi per il suo caratteraccio viene portata dal padre al mercato delle mogli per essere venduta: nonostante la sua bellezza, le sue cattive maniere da ribelle allontanano ogni possibile acquirente, ma Belshazzar, passato di lì, le concede la grazia offrendole la possibilità di rimanere libera. Ella allora decide di votarsi al servizio del suo principe e, quando Babilonia è stretta d'assedio prende le armi, si lancia alla difesa.
Il primo assalto è respinto grazie a una straordinaria macchina incendiaria e alle porte invalicabili della città, ma durante i festeggiamenti per la vittoria, mentre Belshazzar sposa la sua Principessa Amata, il sacerdote del culto tradizionale di Baal-Marduk, offeso dal peso dato al nuovo culto di Ishtar, si allea coi Persiani per tradire la città. Molto significativa è l'inquadratura del sacerdote che adora il suo dio dall'alto del tempio, con sullo sfondo una finestra, dove, con un campo profondissimo, si distingue la città di Babilonia e il tempio di Ishtar: significa il contrasto tra il culto tradizionale (e il potere che ne consegue) alto e isolato, e la città brulicante di vita reale.
La sortita del sacerdote in territorio nemico è spiata dalla Ragazza di Montagna, che riesce a dare l'allarme, ma ormai è troppo tardi e la città viene presa, grazie alle porte lasciate aperte dai sacerdoti durante i festeggiamenti. Nella difesa delle mura la Ragazza viene colpita da una freccia, mentre il valoroso Belshazzar si suicida con la sua regina nel palazzo reale pur di non divenire ostaggio.
L'episodio babilonese è quello più sviluppato, assieme con quello contemporaneo. Le scenografie sono maestose, evidenziate dalle riprese dall'alto effettuate tramite gru, con una massa enorme di comparse.

## Produzione

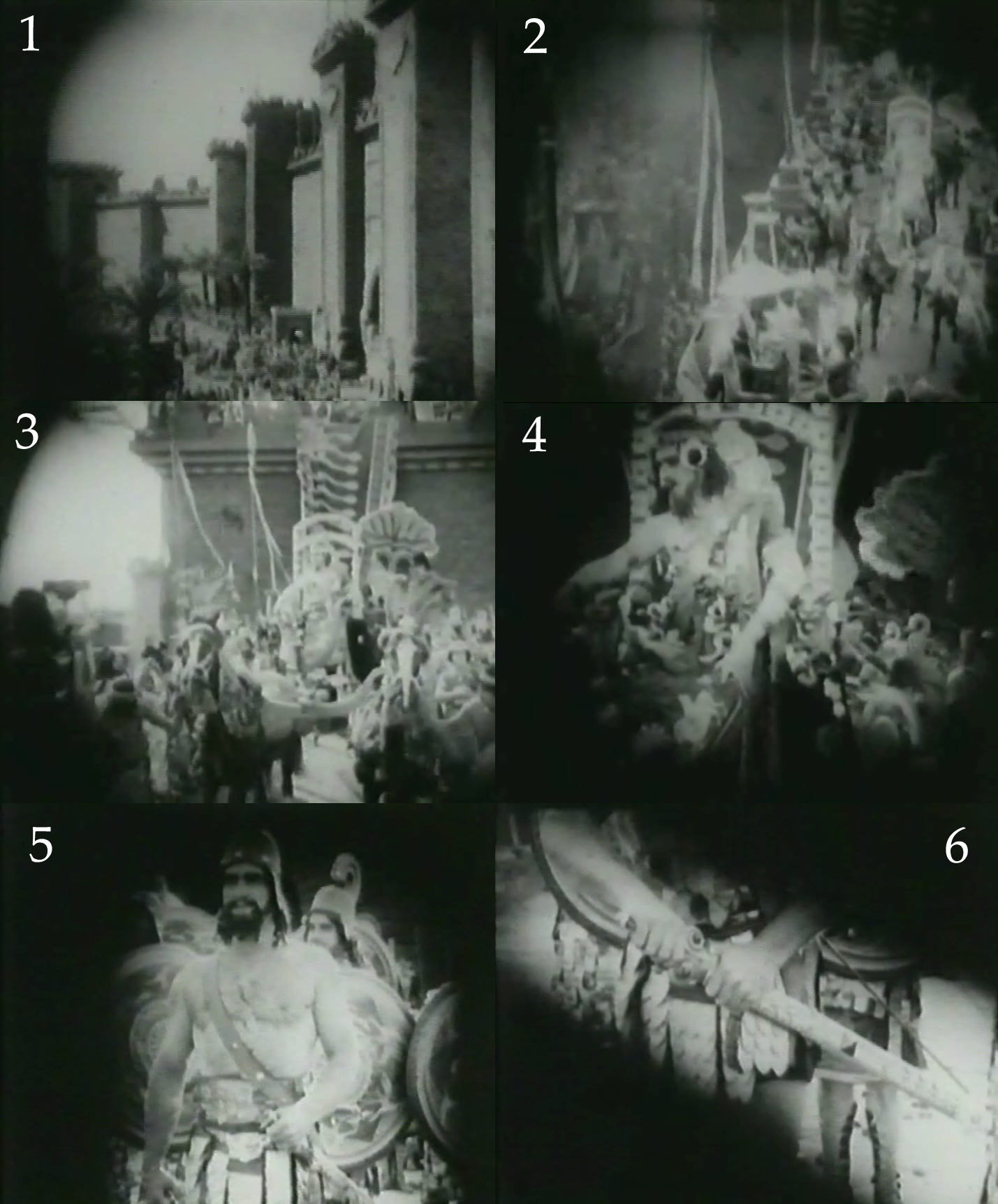
Sequenza con inquadrature gerarchiche: dalla panoramica ("master shot"), al personaggio principale (il principe), al personaggio secondario (la guardia del corpo) fino al dettaglio (la spada). I mascherini aiutano a focalizzare velocemente quello che il regista vuole sottolineare.

Griffith, dopo aver pubblicato il pamphlet The Rise and Fall of Free Speech in America per difendere la sua libertà di espressione politica dopo le aspre critiche a Nascita di una nazione, decise di comporre un'autodifesa più efficace, rappresentata da un nuovo, ambizioso film, Intolerance, ispirato da un'epigrafe di Walt Whitman e dedicato alla condanna di tutte le forme di violenza e intolleranza, che uscì nel 1916.
Il film era un'opera grandiosa, con 100.000 metri di pellicola impressionata, per 197 minuti di proiezione, e circa cinquemila comparse. Al montaggio collaborò Erich von Stroheim, che recitò anche la parte di un fariseo nell'episodio biblico.
Gertrude Bambrick e Ruth St. Denis, che curarono le coreografie del film, non appaiono accreditate.

### Regia
Se col suo primo lungometraggio aveva elaborato i modi della narrazione classica, in Intolerance Griffith si spinse oltre, stimolando la riflessione dello spettatore tramite il montaggio parallelo di quattro storie, ambientate in tempi e luoghi molto diversi, accomunate dall'idea della ricerca di pace e armonia tra gli individui. Intolerance divenne una sintesi della violenza nel mondo, con gli episodi che acquistavano valenza universale grazie al continuo intreccio.
Il linguaggio usato prevede tutte le invenzioni di Griffith, dal montaggio parallelo e alternato (col finale "alla Griffith"), all'uso di carrelli orizzontali e gru (tenute su da palloni aerostatici).
In questo film Griffith si interessò più al concetto che voleva manifestare piuttosto che alle singole storie, sacrificando la continuità narrativa in favore di un discorso più complessivo. La caratteristica più originale è l'entrare e uscire dalle singole storie, tessendo una storia più grande, filosofica, dell'intera umanità. Per stimolare la riflessione i piani sono generalmente più lunghi e descrittivi di Nascita di una nazione, i mascherini sono usati con abbondanza per sottolineare azioni e volti, le didascalie sono spesso sarcastiche e amare. Tra i vari episodi ricorrono i leitmotiv di immagini simboliche e emblematiche, quali la culla del tempo, o un libro che viene sfogliato.

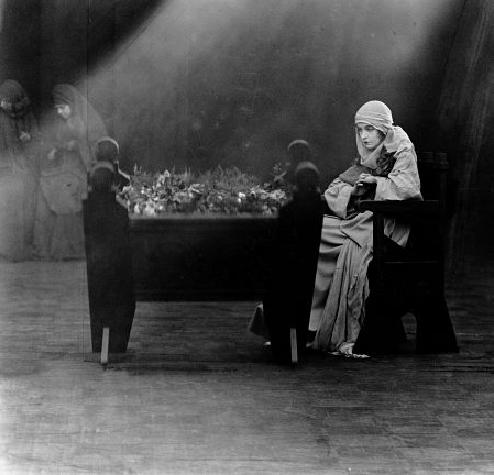
Lillian Gish e la culla del tempo

L'uso del primo piano venne ulteriormente sviluppato. Se nel film precedente Griffith l'aveva usato per comporre il personaggio, anche nella sua psicologia, qui ha una valenza più poetica, coi volti delicati e gentili delle vittime inermi.
Se Nascita di una nazione era un film "in prosa", si può dire che Intolerance fu un film "in poesia".

### Scenografie
Per la realizzazione del film fu realizzato un imponente apparato scenografico, specialmente per l'episodio babilonese. Per la corte di Belshazzar venne costruito un complesso faraonico in cartapesta ai margini di Sunset Boulevard, con otto enormi statue di elefanti bianchi sollevati sulle zampe anteriori su colonne mastodontiche; gradinate scendevano da una doppia porta colossale, sormontata da balconate su cui si assiepavano centinaia di comparse. Griffith, per dominare dall'alto con la macchina da presa, disponeva di un ascensore entro un torre di trenta metri, e dall'alto impartiva le sue istruzioni con un megafono. Le comparse ingaggiate per il festino babilonese erano più di quattromila, a ciascuna delle quali venivano offerti due dollari al giorno, un cestino per la colazione e un rimborso per il viaggio in tram.
Le scenografie non vennero smontate dopo le riprese, forse ipotizzando un loro riutilizzo in altre pellicole come avvenne, di fatto, per le strade parigine dell'episodio rinascimentale. Per l'insuccesso del film tuttavia, la città babilonese rimase a lungo abbandonata, nel suo sinistro sfacelo, finché dopo il 1919 non fu demolita su segnalazione dei vigili del fuoco di Los Angeles in quanto possibile causa d'incendio.

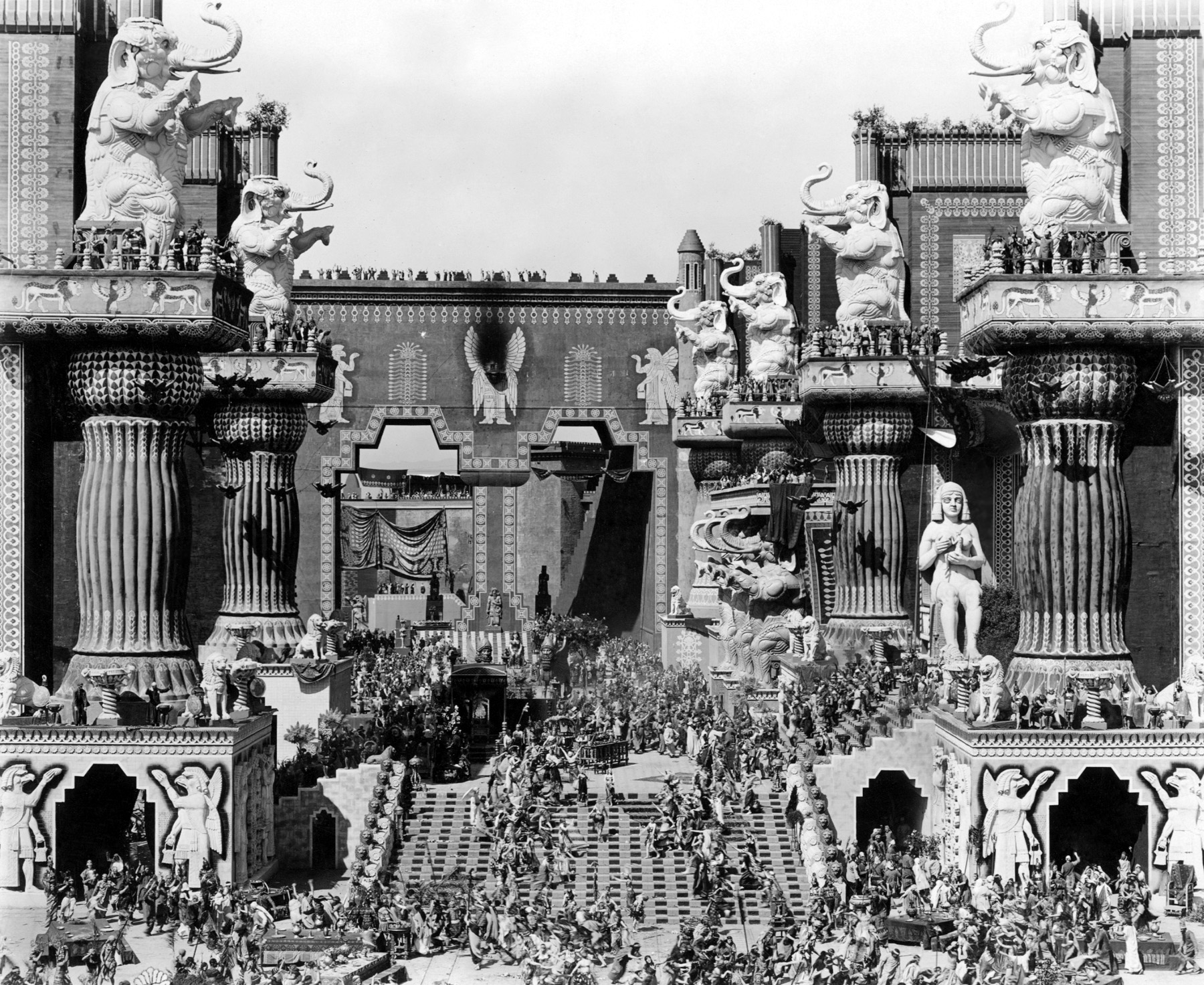
Scenografie dell'episodio babilonese da un fotogramma del film.
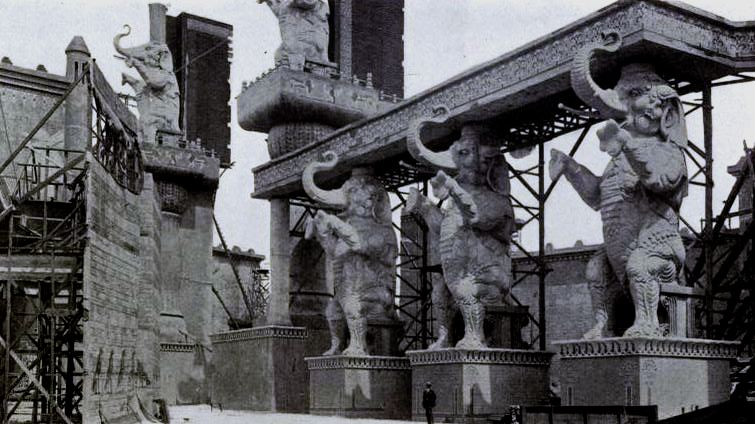
Le statue degli elefanti bianchi, parte delle set dell'episodio babilonese.
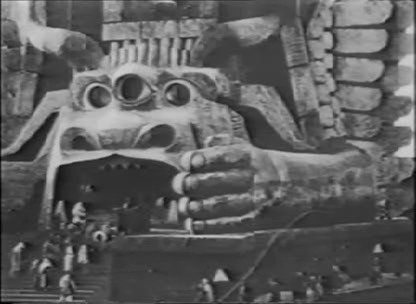
Griffith fu fortemente influenzato dal colossal Cabiria (1914) di Giovanni Pastrone.
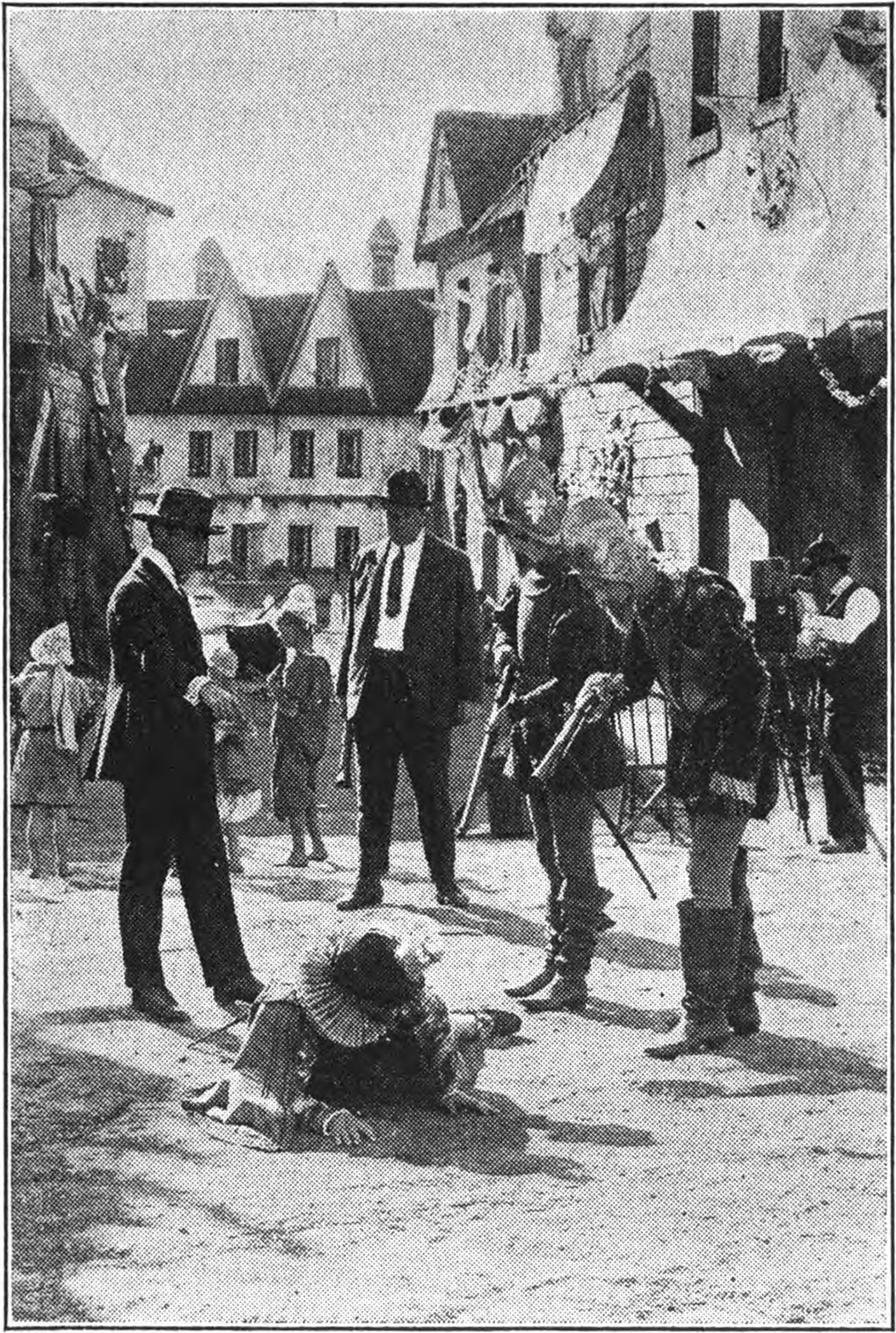
Fotografia scattata durante le riprese esterne dell'episodio francese. Griffith (a sinistra) dirige gli attori.

## Distribuzione
Venne distribuito negli Stati Uniti il 5 settembre 1916 dalla Triangle Distributing; in Italia nel dicembre 1917 dalla Cazzulino.

### Versioni
In seguito al fallimento della Triangle Film Corporation Griffith fondò con altri artisti la United Artists, per la quale rieditò il film nel 1919 spezzandone l'unità e presentando in due film separati i due soli episodi contemporaneo e babilonese. A questo periodo risalgono i titoli delle singole storie e in seguito al rimontaggio andò però perduto il negativo originale della pellicola.

## Accoglienza
All'uscita nelle sale però non venne apprezzato, per il legame tra le storie giudicato macchinoso e per il messaggio pacifista che venne giudicato fuori luogo, essendo alla vigilia dell'entrata americana nella prima guerra mondiale. Il rapporto fortemente negativo tra incassi e spese di produzione portò al fallimento della casa di produzione Triangle nel 1917.
Il film venne osteggiato anche dalla critica, accusato di gigantismo autocompiaciuto o di eccessivo schematismo. Ėjzenštejn ne indicò le "difficoltà ideologiche". Nonostante ciò in seguito fu rivalutato dalla critica cinematografica, come primo esempio di film dove la componente ideologica e filosofica prevale su quella narrativa.
Nel 1989 è stato inserito fra i film conservati nel National Film Registry presso la Biblioteca del Congresso degli Stati Uniti.
Nel 2007 l'American Film Institute l'ha inserito al quarantanovesimo posto della classifica dei cento migliori film americani di tutti i tempi (nella classifica originaria del 1998 non era presente).

## Influenza culturale
Scene di Intolerance o citazioni della pellicola appaiono in documentari o in altri film:
- Il film viene citato nel documentario The Silent Feminists: America's First Women Directors del 1993.
- Nel videogioco L.A. Noire la pellicola è citata e sono presenti anche delle ricostruzioni del set.
- Nel film dei fratelli Taviani Good Morning Babilonia, del 1987, i protagonisti, due fratelli toscani emigrati negli USA, vengono assunti da Griffith per lavorare alle scenografie dell'episodio babilonese e hanno l'idea delle statue degli elefanti rampanti.